# Real Audiencia de Santiago de Chile
La Real Audiencia de Santiago de Chile o bien Audiencia y Cancillería Real de Santiago de Chile fue el más alto tribunal de la Corona española en la Capitanía General de Chile que fue creada en el año 1609, siendo restablecida e instalada en la ciudad de Santiago ya que la anterior había sido instalada en la ciudad de Concepción de 1565 a 1575. La Real Audiencia de Santiago fue disuelta en 1810, tras la elección de la Primera Junta de Gobierno de Chile pero reinstalada en 1814, a consecuencia de la reconquista española y finalmente sería abolida de forma definitiva en 1817.

## Historia

La América hispana en 1790 con sus reales audiencias.

### Antecedentes de la Real Audiencia
Antes de 1575, el más alto tribunal de Chile fue el justicia mayor, cuyas sentencias eran apelables ante la Real Audiencia de Lima. Hacia 1560, por iniciativa de las autoridades locales se propone la creación de una Audiencia para Chile.
En 1565 el rey Felipe II creó una Real Audiencia en Concepción. Diversos problemas en su funcionamiento hicieron que se disolviera, por real cédula del 26 de agosto de 1573, que se cumplió el 25 de junio de 1575, un mes después de haber sido notificada.

### Reinstalación de la Audiencia chilena

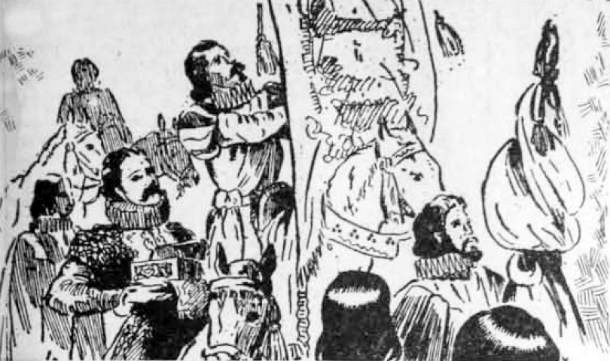
Ilustración que representa la instalación de la Real Audiencia en Santiago (1609).

Reales Audiencias del Virreinato del Perú, hacia 1680.

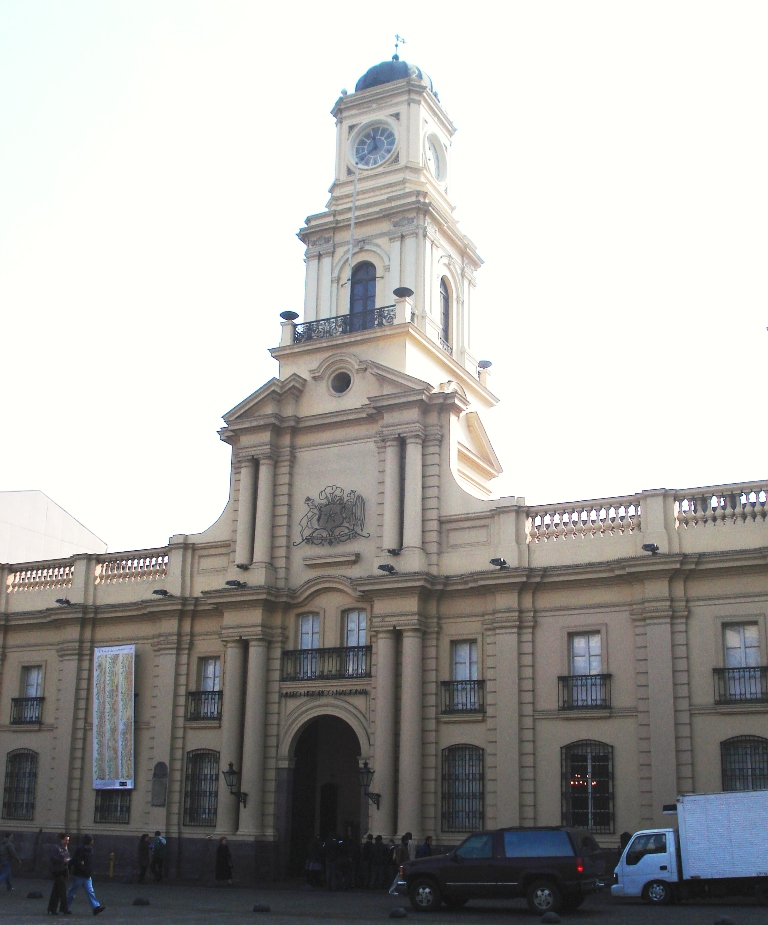
Edificio del antiguo Palacio de la Real Audiencia de Santiago, actual Museo Histórico Nacional, frente a la Plaza de Armas.

Hacia 1576 los habitantes del Reino de Chile comenzaron a solicitar la reposición del tribunal, lográndose dicha medida en 1605. Esta audiencia fue instalada efectivamente el 8 de septiembre de 1609 en Santiago, bajo la presidencia de Alonso García de Ramón.
La Recopilación de Leyes de Indias de 1680, en Ley XII (Audiencia y Chancilleria Real de Santiago de Chile) del Título XV (De las Audiencias y Chancillerias Reales de las Indias) del Libro II, recoge los límites y los funcionarios de esta Audiencia:

En la Ciudad de Santiago de Chile resida otra nuestra Audiencia y Chancilleria Real, con vn Presidente, Governador y Capitan General: quatro Oidores, que también sean Alcaldes de el Crimen: vn Fiscal: vn Alguazil mayor: vn Teniente de Gran Chanciller, y los demás Ministros y Oficiales necessarios, y tenga por distrito todo el dicho Reyno de Chile, con las Ciudades, Villas, Lugares y tierras, que se incluyen en el gobierno de aquellas Provincias, assi lo que ahora está pacifico y poblado, como lo que se reduxere, poblare y pacificare dentro y fuera del Estrecho de Magallanes, y la tierra adentro, hasta la Provincia de Cuyo, inclusivé. Y mandamos que, el dicho Presidente Governador y Capitan general govierne y administre la governacion dél en todo y por todo, y la dicha Audiencia, ni otro Ministro alguno, no se entrometa en ello, si no fuere nuestro Virrey del Perú, en los casos, que conforme á las leyes deste libro, y ordenes nuestras se le permite, y el dicho Presidente no intervenga en las materias de justicia, y dexe á los Oidores, que provean en ellas libremente, y todos firmen lo que proveyeren, sentenciaren o despacharen.

Estuvo conformada por cuatro oidores, un fiscal, y su presidente, que lo fue el mismo gobernador y capitán general. En 1776, tras las reformas de las audiencias indianas, se crea el oficio de Regente que asume la dirección administrativa y económica del tribunal y se agrega un segundo fiscal. Por breve tiempo, además, se nombró un quinto oidor, entre 1777 y 1781. El cargo de regente fue desempeñado por 
- Tomás Antonio Álvarez de Acevedo y Robles (1776-1788),
- Francisco Antonio Moreno y Escandón (1788-1792),
- José de Rezabal y Ugarte (1792-1803),
- Fernando Márquez de la Plata (1803-1806),
- Juan Rodríguez Ballesteros (1806-1811).

El 28 de marzo de 1768 el virrey del Perú separó al gobierno de Chiloé de la jurisdicción del capitán general de Chile y de la Audiencia de Santiago, lo cual fue confirmado por el rey el 15 de octubre de 1768:

(...) separar, al ménos por ahora, i con dependencia de la aprobacion de S. M., la jurisdiccion temporal de aquella isla i sus adyacencias de la capitania jeneral de Chile i real audiencia de Santiago; (...) Como virrei i capitan jeneral de los reinos del Perú i Chile, mando en nombre de S. M. que la espresada provincia, sus castillos, islas, plazas i fortalezas, por ahora i miéntras duraren las operaciones que se van a emprender para su fortificacion, mejor servicio del rei i beneficio de dichos naturales, queden sujetas a esta capitania jeneral i en lo politico a esta real audiencia, adonde podren interponer los recursos que permiten las leyes.

Por real decreto del 25 de julio de 1782 la jurisdicción que poseía sobre el territorio que formara el corregimiento de Cuyo fue otorgada a la nueva Real Audiencia de Buenos Aires, que quedó establecida el 5 de agosto de 1785:

... establecer una Real Audiencia Pretorial en la misma Capital de Buenos Aires, la cual tenga por distrito la Provincia de este nombre, y las tres de Paraguay, Tucuman y Cuyo...

Por el sistema de intendencias, vigente desde 1786 para Chile, tuvo bajo su competencia las de Santiago y Concepción. Sin embargo sus atribuciones son reducidas al asumir los intendentes y corregidores muchas de sus funciones. Con la instalación del Real Tribunal del Consulado (1795) y el Real Tribunal de Minería (1802) pierde su competencia en las causas de comercio y minería.
La Real Academia Carolina de Leyes y Práctica Forense (1779-1814) dependía de la Audiencia siendo uno de los oidores su director. En ella se otorgaba el título de abogados a los bachilleres en leyes, después de efectuar una práctica forense.
Fue disuelta en 1810 tras producirse la elección de la Primera Junta de Gobierno de Chile, con la renuncia de algunos de sus oidores y el destierro de otros, siendo reemplazada por un Tribunal de Apelaciones, que fue el primer tribunal judicial del Gobierno de Chile. Con la restauración del antiguo régimen, luego de la batalla de Rancagua, el gobernador Mariano Osorio ordenó la reapertura del tribunal (1815), que funcionó hasta 1817, época en la que fue restablecido el anterior Tribunal de Apelaciones (aunque la Audiencia siguió operando en la clandestinidad intercambiando cartas con el Tribunal Supremo Español hasta 1818) que, bajo el gobierno de O'Higgins fue reemplazado por la Cámara de Apelaciones en virtud de la Constitución provisoria de 1818. Esta última se convirtió en la Corte de Apelaciones según lo dispuesto en la Constitución de 1823, subsistiendo hasta la actualidad, como Corte de Apelaciones de Santiago, constituyéndose así en la institución que da continuidad a la judicatura chilena desde la época indiana hasta el presente.